# Daisuke Matsunaga
Daisuke Matsunaga (jap. 松永大介 Matsunaga Daisuke; ur. 24 marca 1995) – japoński lekkoatleta specjalizujący się w chodzie sportowym.
Srebrny medalista mistrzostw Azji juniorów w Kolombo (2012). Dwa lata później triumfował podczas światowych mistrzostw juniorów w Eugene. W 2015 stanął na najniższym stopniu podium uniwersjady w Gwangju. Rok później zajął 7. miejsce na igrzyskach olimpijskich w Rio de Janeiro.
Medalista mistrzostw Japonii.
Rekord życiowy w chodzie na 20 kilometrów: 1:18:53 (20 marca 2016, Nomi).

## Osiągnięcia
| Rok  | Impreza                           | Miejsce        | Konkurencja              | Pozycja     | Wynik    |
| ---- | --------------------------------- | -------------- | ------------------------ | ----------- | -------- |
| 2012 | Mistrzostwa Azji juniorów         | Kolombo        | chód na 10 000 m         | 2. miejsce  | 45:03,01 |
| 2014 | Puchar świata w chodzie sportowym | Taicang        | chód na 10 km (juniorów) | 2. miejsce  | 39:45    |
| 2014 | Mistrzostwa świata juniorów       | Eugene         | chód na 10 000 m         | 1. miejsce  | 39:27,19 |
| 2015 | Uniwersjada                       | Gwangju        | chód na 20 km            | 3. miejsce  | 1:22:06  |
| 2016 | Igrzyska olimpijskie              | Rio de Janeiro | chód na 20 km            | 7. miejsce  | 1:20:22  |
| 2017 | Mistrzostwa świata                | Londyn         | chód na 20 km            | 38. miejsce | 1:23:39  |
| 2022 | Mistrzostwa świata                | Eugene         | chód na 35 km            | 26. miejsce | 2:33:56  |